# 이성석 (1714년)
이성석(李聖錫, 1714년 11월 17일 ~ 1799년 1월 12일)은 조선 후기의 문신이다. 자는 여시(汝時), 본관은 우계(羽溪)이다. 숙종 대의 문신 이상우의 손자이고, 태화 이현상(李顯相)의 할아버지이다. 이봉녕, 이재명, 이휘선, 이민선 서울시 시의원 이원찬 등은 각각 그의 증손, 고손, 5대손, 7대손이 된다. 경기도 포천시 일동면 기산리에서 한성부 북부(후일의 서울특별시 성북구, 강북구 일대)로 이사하였다. 외가 쪽으로 세종대왕, 정종, 성종의 먼 후손이 된다.
1794년(정조 18) 2월 7일 동지(同知) 가설(加設, 임시직)에 임명되고, 2월 15일 다시 동지중추부사에 임명되었다. 그의 본가 생조모의 친정아버지와, 그의 생증조모는 조선 왕실 출신이었지만 서출이었다. 그러나 그는 사대부로써 인정되었다. 경기도 포천 출신.

## 생애
경기도 영평군 일동면 기산리에서 태어났으며, 할아버지는 숙종 대의 문신 이상우(李商雨)이고 아버지는 교관을 지내고 호조참판에 추증된 이익수(李益壽)이며, 생부는 이상우의 아들로 절충장군 첨지중추부사를 지내고 사후 호조참판에 증직된 이인수(李仁壽)였다. 그는 본래 이인수의 다섯째 아들이었으나 아들이 없던 이인수의 둘째 형 이익수의 양자로 입양되었다. 그의 가계는 본래 경기도 광주군 출신으로 선조~인조 대의 의관 이희헌(李希憲)의 후손으로, 이희헌의 증손이자 이경태의 아들인 할아버지 이상우는 족숙 이영구(李英久)의 양자로 입양되었다.
그러나 이상우의 생모 전주이씨와 생조모 전주이씨 이애임(李愛任)은 조선 왕족이지만 모두 서출로, 이상우의 생 외조부인 진용교위 이집(李鏶)이 세종대왕의 왕자 영해군 이당(寧海君 李璋)의 아들 영춘군 이인(永春君 李仁)의 6대손 가선대부 이숙명(李人+叔命)의 서자였고, 본생가 친할머니 전주이씨 이애임은 정종의 왕자 선성군 이무생(宣城君 李茂生)의 5대손 영의정 충정공(忠貞公) 이천 이홍주(梨川 李弘胄)의 서녀이자, 친정어머니는 신순복(申福順)이었다. 이성석의 본생 증조모 전주이씨 이애임의 생모 신순복은 삼괴당 신종호(三魁堂 申從濩)의 4대손이자 신수경(申秀涇)의 손자 신례(申椽+忠+忠)와 노비출신 첩 향운(香雲)에게서 난 서녀였다. 그러나 신순복은 양인으로 인정되었고, 신순복의 친정 증조모는 혜숙옹주 수란(惠淑翁主 秀蘭 또는 壽蘭)으로 조선 성종의 서녀였다.
양아버지이자 숙부인 이익수의 행적은 알려져 있지 않다가 뒤늦게 승정원일기에 관상감 명과학 겸교수, 부사용을 역임한 기록이 나온다. 다만 선원록의 양녕대군파 10권, 서산군파보에 의하면 이동모는 娶敎官羽溪李益壽女라 하여, 그의 양아버지이자 삼촌인 이익수는 교관을 지냈다고 한다. 20세기까지 이익수(李益壽)의 행적은 우계이씨 족보에서 실전되었다가 1970년대에 승정원일기에 교관에 임명된 기록이 나타나고 승정원일기를 한글로 번역하는 과정, 전주이씨 왕실 족보를 대중에 공개하는 과정에서 드러났다. 
양아버지 겸 삼촌 이익수는 훗날 양자인 이성석이 1794년 노인직에 올라, 증 가선대부 호조참판 겸 동지의금부사에 추증되었다. 생부 이인수는 절충장군 첨지중추부사 겸 오위장을 지냈는데, 역시 그의 생가 쪽 여섯째 동생 이원석(李元錫)이 노인직에 올라 역시 증 가선대부 호조참판 겸 동지의금부사에 추증되었다. 그의 양 누이이자 사촌 누이는 양녕대군 제(讓寧大君 禔)의 차남 서산군 이혜(瑞山君 李譿)의 10대손 이재춘의 아들 이동모(李東模)에게 출가했다. 그런데 그의 딸 중 한 명은 다시 이재춘의 다른 아들 이동주에게 시집갔다. 왕실 족보가 공개되면서 그의 양 누이가 사촌 여동생인 것이 확인됐다.
그러나 후에 그는 일단 사부(士夫)로 분류되어, 그는 일단 사대부로서 인정된 것이 일성록과 승정원일기에 나타난다. 영평 일동면 출신이지만 뒤에 한성부 북부로 이주하여 생활하였다.
그는 해평윤씨로 윤응화(尹應和)의 딸과 결혼하였다. 오음 윤두수(梧陰 尹斗壽)의 후손으로, 할아버지는 윤진영(尹鎭英), 증조부는 무과에 급제하여 사과를 지낸 윤오(尹墺), 고조부는 훈련원도정으로 정묘호란때 순절한 윤겸지(尹謙之)이며, 5대조는 조선 광해군과 인조 때 병마절도사와 방어사를 지낸 무신 윤간(尹旰)이다.
경기도 포천시 일동면 기산리에서 한성부 북부(후일의 서울특별시 성북구, 강북구 일대)로 이사했다. 그가 언제 이사했는지는 기록이 남은게 없다.
1794년(정조 18년) 2월 7일 병조판서 서유방(徐有防), 승정원우승지 이면긍(李勉兢) 등이 입시했을 때의 병비에서 가설동지(加設同知, 임시직 동지)에 임명되었다. 1794년(정조 18년) 2월 7일 정조가 이조 참판 정범조(丁範祖), 병조 판서 서유방(徐有防)을 불러 정사를 할 때, 가설(加設) 동지중추부사에 특별 임명되었다. 2월 15일 다시 병비로 동지중추부사(同知中樞府事)에 임명되었다. 이때 승지 이면긍(李勉兢)이 노인직을 제수받은 이들이 노병(老病)이 있는 사람들이라 혹은 숙사를 혹은 재외에서 해도 되거나 의례를 감하해줄 것(俱以老病之人 或肅謝, 或在外未上來 依例減下)을 상주하여 정조가 이를 윤허하였다. 그가 어떤 질병에 걸렸는지는 승정원일기나 일성록 등 기록에 전하지 않는다.
이후 그는 매년 정월 초하루 및 연중 정조가 친히 주관하는 기로연에 초대되었다. 1795년(정조 19) 1월 2일 정조가 신년(新年)을 맞이하여 한성부의 각 사서 노인들을 추천할 때, 한성부 북부 지역의 사대부의 한 사람으로서 초청되었다. 1796년(정조 20) 1월 1일 정조의 왕명으로 한성부에서 세찬 제급(題給) 대상자로 보고되어, 정조로부터 신년의 정조(正朝)의 세찬을 제급(題給)받았다. 1799년(정조 23년) 1월 12일에 사망하였다.
묘소는 고향 근처 경기도 영평군 일동면 기산리 덕현(후일의 경기도 포천시 일동면 기산1리 덕현(德峴)) 고개 간좌(艮坐, 동북방을 등진 자리)에 매장되었다.

## 가족 관계
그의 양 누이이자 사촌 누이는 양녕대군의 차남 서산군 이혜의 10대손 이재춘의 아들 이동모(李東模)에게 출가했다. 그런데 그의 딸 중 한명은 다시 이재춘의 다른 아들 이동주에게 시집갔다.
그의 다른 딸은 세조의 아들 덕원군 이서의 11대손 이득채에게 출가했다.
- 할아버지 이상우(李商雨, 1648년 ~ 1741년)
  - 백부 이필수(李必壽)
- 친 아버지 이인수(李仁壽, 1685년 6월 20일 ~ 1755년 9월 12일)
- 친 어머니 경주이씨(慶州李氏, 1687년 5월 5일 ~ 1755년 8월 27일), 이유곤(李維坤)의 딸, 판서 이시발(李時發) 후손
- 양 아버지 이익수(李益壽, 1682년 9월 23일 ~ 1755년 10월 29일), 숙부이기도 하다.
- 양 어머니 전주이씨(全州李氏, 1684년 1월 6일 ~ 1718년 2월 19일), 이기(李耋)의 딸, 판서 이로(李輅)의 후손
- 양 어머니 동래정씨(東萊鄭氏, 1694년 5월 18일 ~ 1742년 11월 4일), 무과 정유행(鄭裕行)의 딸
  - 양 누이 우계이씨(1729년 ~ 1755년)
  - 양 매부 이동모(李東模, 1724년 ~ ?), 부 이재춘(李載春), 이로(李輅) 차남 이유후(李裕後) 5대손, 서산군 이혜(瑞山君 李譿) 11대손
- 부인 : 해평윤씨(1713년 3월 1일 ~ 1785년(?)/1798년(?) 3월 6일), 윤응화의 딸
  - 아들 이한운(李漢雲, 1735년 6월 22일 ~ 1806년 6월 8일)
  - 며느리 밀양 박씨(1735년 6월 12일 ~ 1813년 11월 27일), 동지중추부사 박성희(朴聖希)의 딸
    - 손자 이현상(1770년 ~ 1822년)

  - 아들 이한우(李漢禹, 1739년 ~ 1790년)
  - 아들 이한갈(李漢葛, 1745년 ~ 1785년)
  - 아들 이한걸(李漢傑, 1747년 ~ 1799년)
    - 아들이 없어 형 이한우의 아들 현과를 양자로 하였다.

  - 딸 우계이씨(1737년 ~ 1798년)
  - 사위 이동주(李東柱, 1736년 ~ 1795년), 부 이재춘(李載春), 이로(李輅) 차남 이유후(李裕後) 5대손, 서산군 이혜(瑞山君 李譿) 11대손
  - 딸 우계이씨(羽溪李氏, 1755년 11월 23일 ~ ?)
  - 사위 이득채(李得采), 덕원군 서의 증손 금평군 이의수(錦平君 李義壽)의 7대손
- 장인 : 윤응화, 오음 윤두수 5남 윤간(尹旰) 5대손

## 기타
포천시 일동면 덕현 인좌(寅坐)에는 그의 아들 이한운의 묘가 있다.

## 같이 보기
- 기로소
- 윤간
- 이상우
- 이현상
- 이희헌
- 윤두수
- 이홍주

## 참고 문헌
- 승정원일기
- 일성록
- 국조방목 이현상 편
- 사마방목 이현상 편